# شهرستان چیمانگ (نیویورک)
شهرستان چیمانگ (به انگلیسی: Chemung) واقع در ایالت نیویورک است. جمعیت این شهرستان بر اساس سرشماری سال ۲۰۱۰ آمریکا ۸۸۸۳۰ نفر گزارش شده‌است. مرکز شهرستان چیمانگ شهر المیرا است.این شهرستان در تاریخ ۲۹ مارس ۱۸۳۶ بنیانگذاری شده و نام آن برگرفته از واژه سرخپوستی به معنای "شیپور بزرگ" است. در بسیاری از تابلوهای کنار جاده ای در شهرستان چیمانگ نام این شهرستان تحت عنوان "شهرستان مارک توین" آمده است، چرا که وی سال‌های زیادی از عمر خود را در شهر المیرا گذرانید.